# Curpilladia flavocarinata
Curpilladia flavocarinata är en insektsart som beskrevs av Sjöstedt 1934. Curpilladia flavocarinata ingår i släktet Curpilladia och familjen gräshoppor. Inga underarter finns listade i Catalogue of Life.